# Одян
Одя́н — залив в восточной части Тауйской губы Охотского моря. Находится под юрисдикцией Ольского района Магаданской области.
С юга ограничен полуостровом Кони. В акватории залива находятся острова Умара и Камень-Мугдыкын.

## Физико-географическая характеристика
В северной части залива выступают мысы Беринга и Нерпичий, берег между ними скалистый и крутой, с небольшими заливами-шхерами, узкими распадками и маленькими речками. На берегу бухты Нерпичья  находился бывший посёлок Нюрчан.
Восточная сторона залива — бухта Мелководная — окружена высокими, иногда осыпающимися ярами, в некоторых местах поросшими лиственничным лесом. Глубины в Мелководной в среднем 10—15 метров, в центральной части залива около 25 метров.
Отвесные хребты полуострова Кони прикрывают залив Одян от холодного влияния Пьягинского течения и порождаемых им ветров. Среднегодовая температура воздуха здесь составляет −5,6 °C, абсолютный минимум −45 °C. Зимой часты северо-восточные ветры со средней скоростью 6-8 м/с. Залив скован льдом с середины декабря до середины мая. В августе температура воды у поверхности доходит до +15 °C. Во второй половине дня в летние месяцы в заливе дуют сильные бризы юго-западного направления.

## Орнитофауна
Через залив Одян осуществляется осенняя миграция арктических гусей. На берегах отмечены места гнездования берингова баклана, толстоклювой кайры, очкового чистика, охотского сверчка, щура, зелёной пеночки, черноголового чекана. На северном побережье находятся несколько крупных колоний тихоокеанской чайки.

## Рыболовство
Через залив Одян в реки на нерест массово поднимается горбуша, часто кета и кижуч, изредка мальма и кунджа. В отдельные годы вылов лососей доходил до 1 тыс. тонн. Другими объектами промысла служат сельдь и мойва, зимой навага, весной также крабы.

## Топграфические карты
- Лист карты O-56-VIII п-ов Кони. Масштаб: 1 : 200 000. Состояние местности на 1980 год. Издание 1989 г.
- Лист карты O-56-IX зал. Забияка. Масштаб: 1 : 200 000. Состояние местности на 1980 год. Издание 1984 г.